# Conus pseudoarmoricus
Espèce
Conus pseudoarmoricus est une espèce fossile de mollusques gastéropodes marins de la famille des Conidae.

## Distribution
Cette espèce marine a été découverte sous forme de fossile en Nouvelle-Zélande.

## Taxonomie

### Publication originale
L'espèce Conus pseudoarmoricus a été décrite pour la première fois en 1920 par le malacologiste Patrick Marshall (d),.